# 2-乙酰基吡啶
2-乙酰基吡啶是一种有机化合物，化学式为CH3COC5H4N。其外观是粘稠无色液体，多见于麦芽，常用作香料，是爆米花、啤酒、墨西哥薄饼等食物的香味来源之一。2-乙酰基吡啶可通过美拉德反应和灰化产生。通过格氏试剂酰化2-溴吡啶可以制备2-乙酰基吡啶。